# 維斯塔貞女

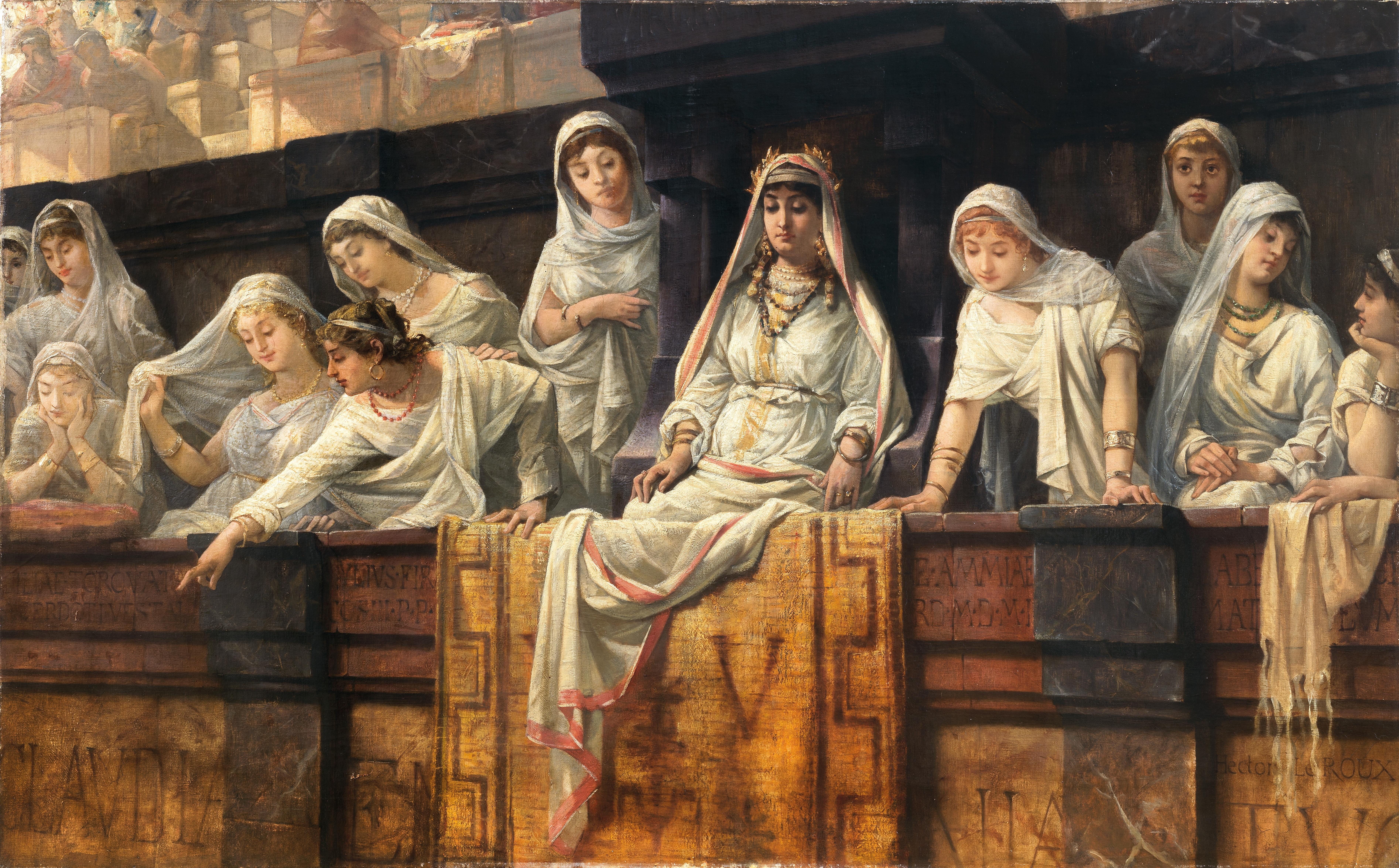
《羅馬競技場的維斯塔貞女》（路易斯·埃克托·勒魯繪於1890年）

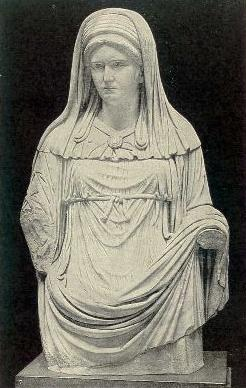
維斯塔貞女

維斯塔貞女或稱護火貞女（拉丁語：virgo Vestalis），是古羅馬爐灶和家庭女神維斯塔的女祭司。
維斯塔貞女的祭司職位是由六位女祭司（上古晚期為七位）組成，其年齡介於六至十歲間，必須守貞、侍奉神祇至少三十年。她們的主要任務是守護維斯塔神廟的爐灶，不讓聖火澆熄，並以寧芙厄革里亚的聖春之水滌洗神廟。她也負責事先烤製「Mola salsa」（意為「鹽粉」，粗二粒小麥粉加鹽）和「suffimen」（未出生的小牛的骨灰加入十月馬的乾血），以供特定儀式使用。